# P. David Miller
Paul David Miller (* 15. September 1963 in San Francisco, Kalifornien) ist ein US-amerikanischer Schauspieler und Spezialist für Spezialeffekte im Film.

## Leben
Miller trat 1981 dem United States Marine Corps bei und diente dort bis 1998. Nach dem Ende seiner Dienstzeit zog er nach Hollywood, um dort als Spezialeffekt-Techniker zu arbeiten. Zunächst erhielt er eine Anstellung als Bodyguard am Set der NBC-Sitcom NewsRadio, später war er für die Sicherheit der Schauspieler der Sitcom Just Shoot Me – Redaktion durchgeknipst zuständig. Nebenbei nahm er Schauspielunterricht und hatte 2001 eine erste kleine Rolle in einem Spielfilm. Er spielte in weniger erfolgreichen Produktionen unter anderem neben Lou Diamond Phillips, Eric Roberts und Pamela Anderson. Mitte der 2000er Jahre erhielt er auch Gastrollen in US-amerikanischen Fernsehserien. Seit 2001 arbeitet er als Spezialeffekt- und Pyrotechniker, seit Ende der 2000er Jahre auch als Leiter der Spezialeffekte, sowie gelegentlich als Stuntman.

## Filmografie (Auswahl)

### Darsteller
- 2005: Alias – Die Agentin
- 2005: Crossing Jordan – Pathologin mit Profil
- 2006: Criminal Minds
- 2006: Smokin’ Aces
- 2008: In Plain Sight – In der Schusslinie
- 2008: Der große Buck Howard (The Great Buck Howard)

### Spezialeffekte
- 2001: The District – Einsatz in Washington
- 2002: Geständnisse – Confessions of a Dangerous Mind
- 2003: Freddy vs. Jason
- 2003: Voll verheiratet
- 2005: Jarhead – Willkommen im Dreck
- 2007: Chuck und Larry – Wie Feuer und Flamme